# A luta é alegria
«A luta é alegria» (укр. «Боротьба - це задоволення») — пісня, з якою португальський гурт Homens da Luta представляв Португалію на пісенному конкурсі Євробачення 2011. Пісня була виконана в першому півфіналі конкурсу, 10 травня, але до фіналу не пройшла .